# Экономика Крыма
Основные отрасли экономики Крыма — промышленность (более 530 крупных и средних предприятий), туризм, строительство, сельское хозяйство, торговля, здравоохранение[прояснить]. Вклад ВРП Республики Крым в ВВП России составляет 0,5% в 2019 году (Росстат)
В настоящее время в Крыму действует режим свободной экономической зоны.

## История
После провозглашения независимости Украины Крым вошёл в её состав согласно закреплённой Беловежскими соглашениями доктрине uti possidetis, превратившей российско-украинскую административную границу в государственную, и находился под контролем украинского государства до российской аннексии Крыма в феврале — марте 2014 года. Газета «Ведомости» отмечала, что «почти за четверть века после распада СССР инфраструктура полуострова сильно обветшала, а доходы жителей были ниже среднероссийских». По состоянию на 2013 год в пересчёте на душу населения ВРП Крыма был ниже российского в 3,9 раза, средняя зарплата — в 2,6 раза, инвестиции — в 3,2 раза. В 2013 году, без учёта теневого сектора экономики, вклад ВРП АР Крым в ВВП Украины официально оценивался в 3,0 %, при этом лишь 12,4 % местного бюджета пополнялось за счёт налогов с туристических видов деятельности. Соответственно, на момент включения в состав России ВРП Крыма составлял порядка 0,25 % годового объёма ВВП РФ.
После аннексии Крыма Россией в марте 2014 года началась реализация масштабных проектов, направленных на модернизацию экономики Крыма и её интеграцию с остальной частью фактической территории России.
В 2014 году Крым получил статус свободной экономической зоны. Российскими властями разработана и осуществляется федеральная целевая программа социально-экономического развития Крыма до 2022 года, включающая строительство более 800 объектов в девяти отраслях экономики. Программа, в частности, включает строительство электросетевых объектов, в том числе энергомоста в Крым, соединяющего энергосистему Крыма с Единой энергосистемой России, и кабельного перехода через Керченский пролив, магистрального газопровода из Краснодарского края, реконструкции водоводов, берегоукрепительных сооружений, строительство транспортного перехода через Керченский пролив (Крымский мост), четырёх индустриальных парков, ряда объектов медицины и здравоохранения, инфраструктуры 6 туристско-рекреационных кластеров и других.
В 2015 году физический объём ВРП Крыма вырос на 8,5 %, по этому показателю Крым занял 2-е место среди регионов России. Началось строительство Симферопольской ТЭС и автомобильно-железнодорожного моста через Керченский пролив; в декабре были введены в строй первые две нитки энергомоста.
В 2016 году ВРП Крыма вырос на 6,0 %. В мае было завершено строительство энергомоста из Краснодарского края в Крым, его мощность вышла на проектные 800 МВт. В декабре был введён в эксплуатацию магистральный газопровод, соединивший Крым с Единой системой газоснабжения России. На судостроительных заводах Крыма началось строительство ударных кораблей для ВМФ России.
В 2017 году экономика Крыма выросла на 4,0 %. В мае 2017 началось строительство федеральной автомобильной дороги «Таврида» от Керчи до Севастополя.
В 2018 году рост экономики Крыма ускорился до 5,1 %. В апреле 2018 года был введён в эксплуатацию новый терминал аэропорта «Симферополь». В 2018 году в два этапа открылось автодорожное движение по Крымскому мосту, Крым получил прямую сухопутную связь с остальной частью фактической территории России, а 29 декабря 2018 было открыто движение по первому участку новой автомобильной дороги «Таврида».
18 марта 2019 года была введена в эксплуатацию на полную мощность новая Таврическая ТЭС. В результате строительства электростанций энергетические мощности Крыма стали вдвое превышать объём потребления электроэнергии. К марту 2019 года по итогам пяти лет нахождения полуострова под контролем России собственные доходы бюджета Республики Крым, по словам члена Совета Федерации Сергея Цекова, условно возросли с 1 млрд $ до 2,5-3 млрд $. За тот же период, по словам Цекова, объём промышленного производства на полуострове за пять лет вырос в 2,5 раза.
23 декабря 2019 года состоялось открытие железнодорожной части Крымского моста.
По итогам 2019 года, по сравнению с 2018 годом доходы республиканского бюджета выросли с 40,6 до 46,7 млрд, то есть более чем на 6 млрд рублей, или почти на 15 %.
Весной 2020 года с крымским судостроительным заводом «Залив» был подписан контракт стоимостью около 100 млрд рублей на строительство двух вертолётоносцев для российского ВМФ, 20 июля 2020 года состоялась закладка этих кораблей. 30 июня 2020 года было открыто грузовое железнодорожное движение по Крымскому мосту.

## Промышленность

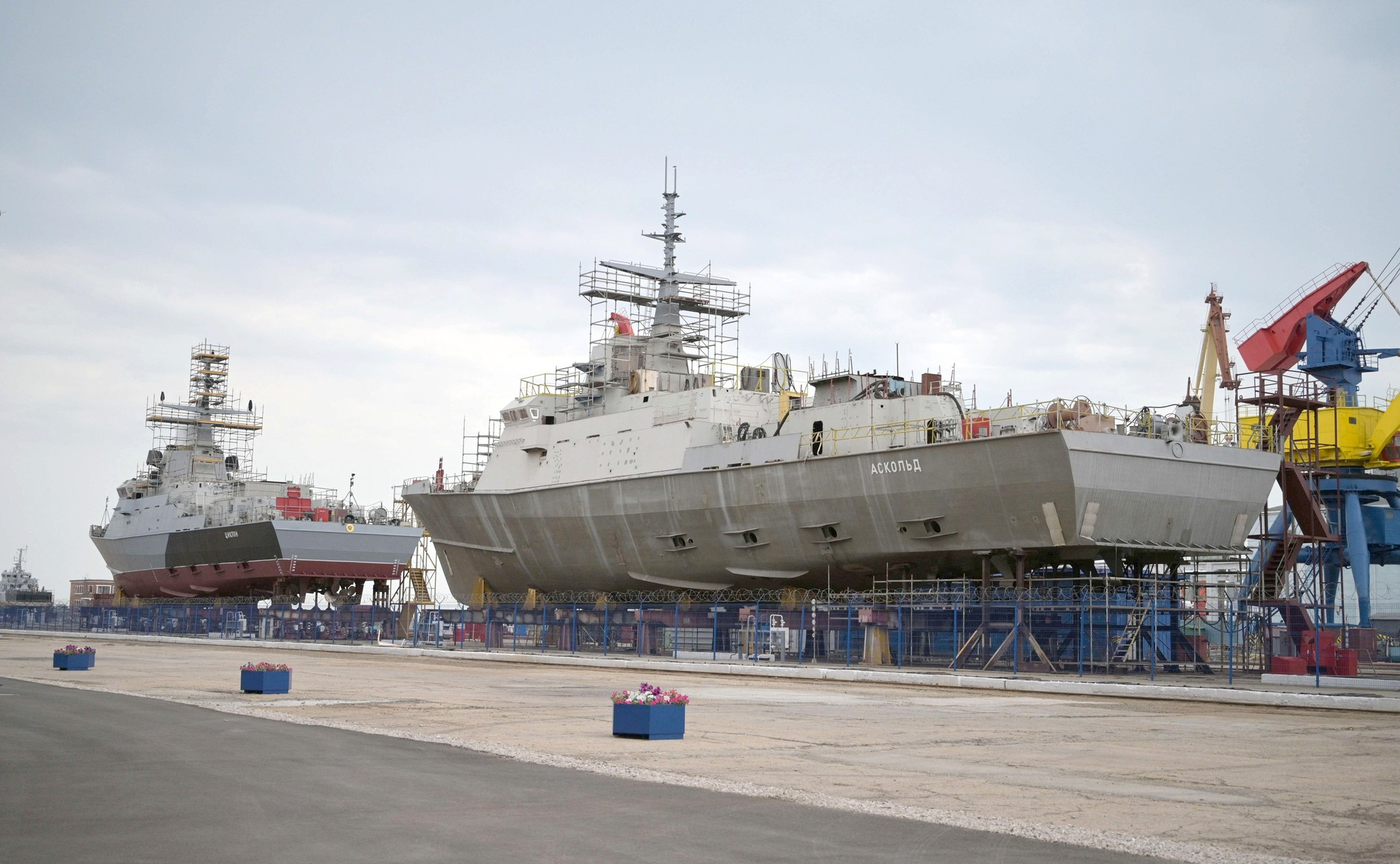
Ракетные корабли проекта 22800 на заводе «Залив» в Керчи

Основными отраслями промышленности являются пищевая, химическая, судостроение, добыча углеводородов, электроэнергетика.
В 2016 году объём промышленного производства в Крыму составил 101 млрд рублей, в том числе:
- Добыча полезных ископаемых — 10 %
- Обрабатывающие производства — 60 %
  - Пищевая промышленность — 26 %
  - Химическое производство — 15 %
  - Машиностроение — 10 %
- Производство и распределение электроэнергии, газа и воды — 30 %

В 2019 году в Севастополе объём промышленного производства увеличился на 13,4 %. regnum.ru. Дата обращения: 5 февраля 2020. Архивировано 31 января 2020 года.
Среди крупнейших промышленных предприятий Крыма: судостроительный завод «Море», судостроительный завод «Залив», «Черноморнефтегаз» (добыча нефти и газа), «Массандра» (производство вина), Крымский содовый завод (производство соды), Крымский Титан (производство диоксида титана).
В 2015 году индекс промышленного производства Крыма вырос на 12,4 %, в 2016 году — на 4,6 %.

## Сельское хозяйство
В Крыму очень развито сельское хозяйство. Его специализация — зерноводство, животноводство, виноградарство, садоводство, овощеводство, а также возделывание эфиромасличных культур (лаванды, розы, шалфея).
Объём производства продукции сельского хозяйства в Крыму в 2015 году составил 61,8 млрд рублей.
За 11 месяцев 2020 года экспорт продукции АПК из Республики Крым составил 15,0 тыс. тонн. 45,1% приходится на мясо и пищевые мясные субпродукты, а именно мясо птицы, свинину и свиной жир - экспортировано 6,8 тыс. т этой продукции (на 21,8% больше, чем год назад) на сумму 8,6 млн долл. США. Основные импортёры — Украина (3,2 тыс. т) и Китай (2,7 тыс. т), также экспорт осуществляется в Казахстан, Киргизию, Абхазию, Армению, Таджикистан и Узбекистан.
Поставки алкогольных и безалкогольных напитков составили 21,5% от общего объёма крымского агроэкспорта. За рубеж было вывезено 3,2 тыс. т этой продукции (на 12,9% меньше, чем год назад) на сумму 4,2 млн долл. США. Основной объём напитков был поставлен на Украину (2,7 тыс. т), в Белоруссию (0,3 тыс. т), Казахстан, Израиль и Китай (по 0,1 тыс. т). Также напитки из республики поставляются в Узбекистан и Киргизию.
Сахар и кондитерские изделия из сахара в республиканском экспорте занимают долю в 16,6%. Поставки выросли в 2,5 раза по сравнению с прошлогодними и составили 2,5 тыс. т на сумму 1,0 млн долл. США, вся эта продукция была вывезена на Украину.
На овощи и некоторые съедобные корнеплоды и клубнеплоды в крымском агроэкспорте за 11 месяцев пришлось 6,9 %. По сравнению с прошлогодним показателем поставки выросли в 5,5 раза, до 0,7 тыс. т на сумму 0,1 млн долл. США. Весь этот объём импортировала Украина.
Экспорт готовых продуктов из мяса, рыбы или ракообразных, моллюсков или прочих водных беспозвоночных в отчётном периоде составили 2,6% поставок продукции АПК из Крыма за рубеж. За 11 месяцев текущего года было экспортировано 0,4 тыс. т продукции (в два раза больше, чем в прошлом году) на сумму 0,4 млн долл. США, основными получателями стали Казахстан (0,3 тыс. т) и Армения (0,1 тыс. т).
На продукты переработки овощей, фруктов, орехов или прочих частей растений пришлось 2,1 % агроэкспорта республики. За анализируемый период было вывезено 0,3 тыс. т этой продукции (на 37,9 % больше, чем в прошлом году) на сумму 0,2 млн долл. США — весь объём экспортирован на Украину.

### Растениеводство
В 2021 году валовый сбор зерновых и зернобобовых культур в республике составил 1476 тыс. тонн (+60,5 % к 2020), масличных культур – 127 тыс. тонн (+78,2 %). В этом году площадь посева пшеницы была увеличена на 2,2 %, технических культур на 10,5 %. Индекс производства крымской сельхозпродукции составил  118 % к 2020. Экспорт продукции АПК из Крыма составил 17 млн долларов США - 143,3 %. За семь лет были введены в эксплуатацию 17 тысяч гектаров мелиорируемых земель.
В Крыму развито зерновое хозяйство. В 2017 году в Крыму было собрано 1,7 млн тонн зерна — рекордный урожай за последние годы. Объём сбора зерна в Крыму примерно в два раза превышает потребности населения полуострова.
Также развито овощеводство. В 2014 году произведено 414 тыс. тонн овощей и 388 тыс. тонн картофеля.
Производство других видов продукции растениеводства (в 2014 году):
- Подсолнечник — 101 тыс. тонн
- Бахчевые продовольственные культуры — 10,5 тыс. тонн
- Плоды и ягоды — 113 тыс. тонн
- Виноград — 70 тыс. тонн

В 2022 году посеяно 540 тысяч гектаров озимых культур и 259 тысяч гектаров яровых. Получено уже 100 % всходов озимых, их состояние отличное. Благодаря запуску Северо-Крымского канала (на оккупированной части Херсонской области) дополнительно будет введено в эксплуатацию 20 тысяч гектаров сельхозземель для орошения агрокультур, в том числе зерновых..

#### Садоводство, виноградарство и овощеводство
В 2021 году в хозяйствах Крыма собранo 119,4 тысячи тонн плодово-ягодной продукции: 112 000 тонн яблок, 2300 тонн сливы,  1800 тонн персиков,  1700 тонн черешни, 194 тонны вишни, 78 тонн абрикосов, 27 тонн груш. Собрали 1200 тонн ягодных культур: 948 тонн земляники, 185 тонн ежевики, 66 тонн малины. Убранная площадь составила 6300 гектаров. В 2021 году планируется заложить более тысячи гектаров новых садов: высажено 250 га садов, подготовлено более 800 гектаров почвы, из них в Черноморском районе будет заложено 250 гектаров садов: абрикосы, миндаль, персик и другие культуры. Более 600 гектаров садов заложат в Бахчисарайском, Белогорском, Кировском, Красногвардейском и Нижнегорском районах.
В 2021 году урожай винограда составил 122 тысяч тонн. С 2014 по 2020 год в Крыму заложено более 4000 гектаров виноградников, в 2021 году ещё 850 гектаров. С 2015 количество малопродуктивных виноградников снизилось с 52 до 40 процентов.  За пять лет урожайность виноградников в Крыму выросла с 49,8 до 63,6 центнера с гектара. Валовой сбор вырос с 65 тысяч тонн в 2015 году почти вдвое. В 2021 году винограда в России собрали 680 тысяч тонн (на уровне 2020 года), что позволит произвести 44 миллиона декалитров вина. Ранее лишь 10 % вина производили из собственного винограда, в 2021 году импорт виноматериала сократили на 87 процентов. При этом количество вин, соответствующих стандартам Роскачества, стало рекордным.

### Животноводство
Производятся мясо, молоко, шерсть.
На 1 января 2020 года поголовье КРС во всех категориях хозяйств 102,3 тыс. голов, из них коров 49,9 тыс. голов. Поголовье свиней 114,4 тыс. голов, овец и коз 169,8 тыс. голов, птицы 6343,4 тыс. голов.
Племрепродукторы в Симферопольском, Раздольненском и Первомайском районах разводят КРС Красной степной породы, в Красногвардейском и Первомайском районах — Голштинской породы .
Объём производства молока в СХО, КФХ и ИП за 2020 год составит 81 тысячу тонн, что на 8,6 % больше уровня 2019 года.

#### Рыболовство и рыбоводство
Вылов азовской хамсы у берегов Крыма за десять лет сократился в два раза. Сокращение вылова этой рыбы связано с тем, что, начиная с 2012 года отмечается последовательное снижение её запаса  – с 300 тысяч тонн в 2011 году до 100 тысяч тонн в 2021 году. Общий вылов азовской хамсы за неполный 2021 год составил 11,791 тысячи тонн.

## Строительство
В Крыму действуют 262 строительные организации (по состоянию на 2016 год). В 2016 году объём строительных работ, выполненных строительными компаниями Крыма, составил 7,5 млрд рублей. В 2017 году в Крыму было введено в эксплуатацию 834 тыс. м² жилья, что в 2,9 раза выше аналогичного показателя 2016 года. Основная часть жилья (74 %) была построена населением.
В настоящее время на территории Крыма ведётся строительство ряда крупных объектов, в том числе федеральной автомобильной дороги «Таврида».

## Транспорт и связь

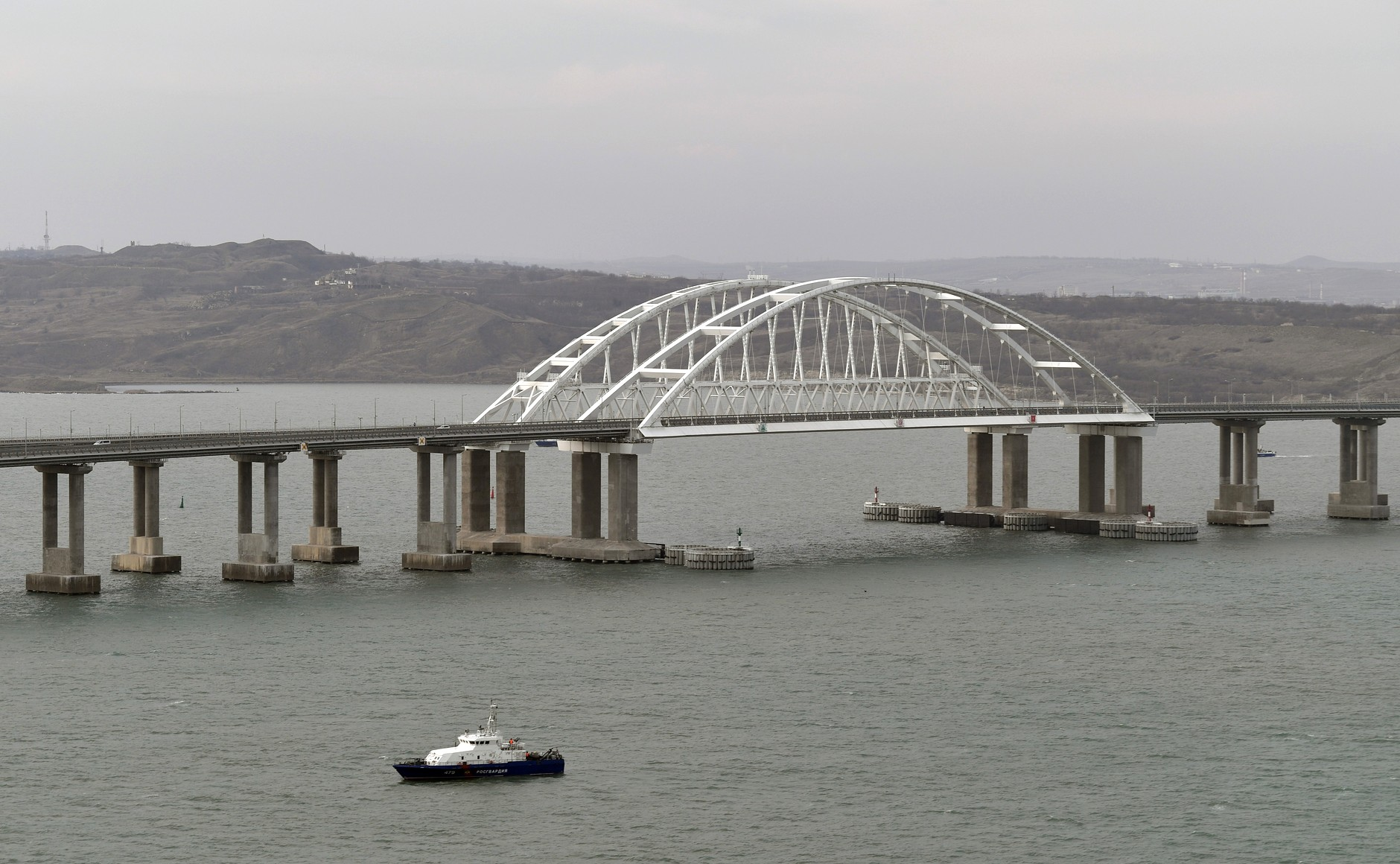
Крымский мост

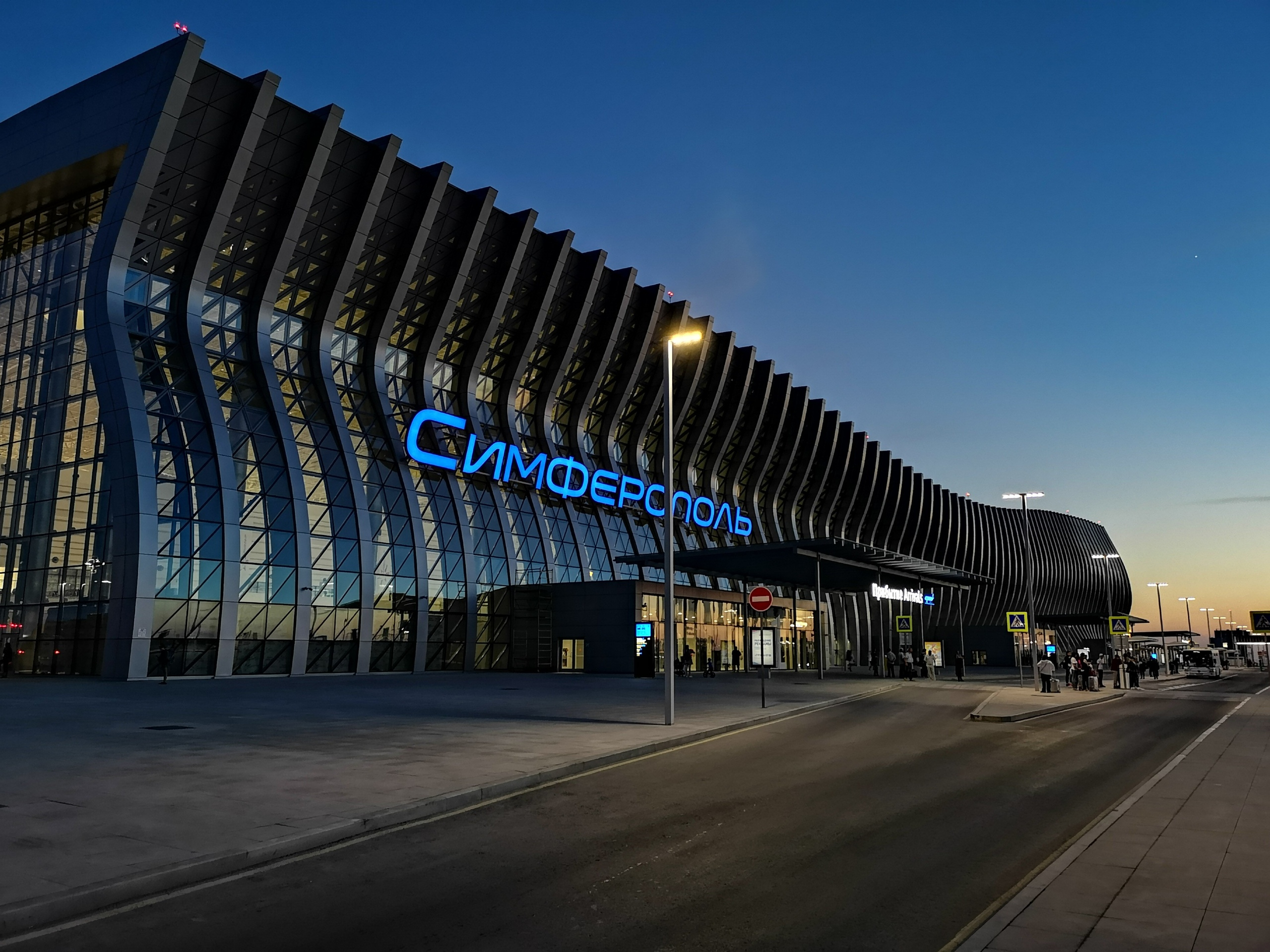
Новый терминал аэропорта «Симферополь»

Функционируют основные виды транспорта — автомобильный, железнодорожный, трубопроводный, морской, воздушный.

### Автомобильный транспорт
Грузооборот автомобильного транспорта Крыма в 2015 году составил 128 млн тонно-км, пассажирооборот — 2,14 млрд пассажиро-км.
На развитие дорожной сети Крыма в 2015 году было выделено 6 млрд рублей, в результате проведённых работ за год было отремонтировано 219 км автодорог.
Автодорожная сеть Крыма связана с дорожной сетью остальной части фактической территории России благодаря Крымскому мосту, автомобильное движение по которому началось с 16 мая 2018 года. Ведётся строительство федеральной автодороги «Таврида» длиной 253 км между Керчью и Севастополем.

### Железнодорожный транспорт
С железными дорогами остальной части фактической территории России полуостров связан новым железнодорожным мостом через Керченский пролив (до июля 2020 года по нему будет ездить исключительно пассажирский трафик; для грузовых поездов открытие отсрочено).
Железнодорожным транспортом Крыма в 2015 году было перевезено 3 500 000 тонн грузов и 62 000 пассажиров..

### Воздушный транспорт
Крупнейшим аэропортом Крыма является международный аэропорт Симферополь. После аннексии Крыма пассажиропоток через аэропорт резко вырос с 1 000 000 человек в 2013 году до 2 800 000 в 2014 году, 5 000 000 в 2015 году и 5 200 000 в 2016 году. В настоящее время он занимает 7-е место среди аэропортов России по количеству обслуживаемых пассажиров.
В мае 2016 года в аэропорту «Симферополь» началось строительство нового терминала площадью более 78 000 м², общая стоимость работ оценивается в 32 000 000 000 рублей. Терминал сможет принимать до 7 000 000 пассажиров. Весной 2018 года первая очередь строительных работ была завершена, 16 апреля 2018 года новый терминал принял первый рейс.

### Морской транспорт
В Крыму находятся 4 морских порта: Евпатория, Керчь, Феодосия и Ялта. Морскими портами Крыма в 2015 году было обработано 8 700 000 тонн грузов, 90 % из этого объёма пришлось на Керченский морской порт.
До возведения Крымского моста важную роль в транспортном сообщении Крыма играла Керченская паромная переправа, которая связывает Крым с остальной частью фактической территории России через Керченский пролив. В 2015 году паромами Керченской переправы было перевезено 4 760 000 пассажиров, 1 000 000 легковых автомобилей, 42 000 автобусов, 217 000 грузовых автомобилей.

## Туризм
Крым традиционно привлекает любителей санаторно-курортного и пляжного видов туризма. Туризму способствуют благоприятный тёплый климат и наличие множества достопримечательностей.
В советские времена Крым именовали «всесоюзной здравницей». В настоящее время на территории Крыма находится свыше 700 гостиниц и санаторно-курортных учреждений, общая вместимость которых составляет более 150 000 мест.
Основная часть туристов отдыхает на Южном берегу Крыма (44 % в 2018 году). На втором месте по популярности находится Западное побережье (25 %), на третьем — Восточное побережье (19 %). На остальные регионы (Симферополь, Симферопольский и Бахчисарайский районы) приходится 12 % туристов.
В 2018 году Крым принял 6 800 000 туристов, что на 28 % превысило показатель предыдущего года. Из этого числа 47 % туристов прибыли по Крымскому мосту, 37 % — авиатранспортом, 16 % — через границу Крыма с остальной Украиной.

## Торговля

### Розничная торговля
Розничная торговля занимает важное место в экономике Крыма в связи с его туристической специализацией.
Динамика розничного товарооборота носит выраженный сезонный характер, что связано с притоком летом туристов. Наибольший его объём — с июня по сентябрь. В эти месяцы в курортных городах Крыма (Судаке, Алуште, Ялте, Феодосии) количество предприятий торговли, кафе, ресторанов значительно увеличивается.
Оборот розничной торговли в Крыму в 2015 году составил 195 млрд рублей.

### Внешняя торговля
По данным Крымской таможни, экспорт товаров из Крыма в 2015 году составил 79 млн $, импорт товаров — 100 млн $, отрицательное сальдо — 21 млн $.
Основные статьи экспорта товаров в 2015 году: продукция судостроения, химическая продукция, злаки, мясопродукты, чёрные металлы. Крупные статьи импорта: машиностроительная продукция, напитки, молочная продукция, овощи.
Крупнейшими торговыми партнёрами Крыма в 2015 году были Украина, Панама, Турция, Белоруссия, Китай, Индия.

## Инвестиции
Объём инвестиций на душу населения в Крыму опережает среднероссийский уровень на 29 % (по данным за 2018 год). В 2017 году инвестиции в основной капитал в Крыму составили 195 млрд рублей (3,4 млрд $), в 2018 году — 296 млрд рублей (4,7 млрд $).

## Трудовые ресурсы
Численность рабочей силы в Крыму по состоянию на IV квартал 2015 года составила 956 тыс. человек, из которых занятые — 892 тыс. человек, безработные — 64 тыс. человек. Уровень безработицы — 6,7 %.

## Энергетика
Крым обладает существенными запасами энергетических ископаемых и потенциалом возобновляемых источников. Ведётся добыча газа и нефти, а также производство электро- и теплоэнергии.
Потребление газа примерно равно его добыче — 1,5—1,6 млрд м3 в год. Подземное газохранилище помогает решить проблему дефицита в отопительный сезон. Газовая система Крыма входит в Единую систему газоснабжения России через газопровод, введённый в эксплуатацию в конце 2016 года.
Потребность в электроэнергии покрывается за счёт собственной генерации, которая в 2015 году составила 1,47 млрд кВт*ч, а также за счёт перетока электроэнергии со стороны Краснодарского края.
В марте 2019 года в Крыму одновременно запустили две ТЭС — Балаклавскую и Таврическую, которые с запасом покрывают потребности полуострова в генерации. По словам Президента Российской Федерации Владимира Владимировича Путина, лично принявшего участие в запуске новых электростанций, «сегодня потребителям на полуострове необходимо порядка 1000—1100 МВт. При этом, с учётом ввода новых мощностей, общий энергетический ресурс Крыма и Севастополя составит порядка 2070 МВт». Таким образом, Крым не только полностью закрыл свои энергетические потребности, но и в состоянии передавать излишки генерации соседним регионам.

## Финансы

### Банковская система
Системообразующим банком Крыма являлся «Российский национальный коммерческий банк», принадлежавший государству в лице Росимущества. . С 2024 года РНКБ влился в банк ВТБ. У РНКБ в Крыму свыше 180 банковских отделений, он обслуживает более 1,4 млн физических лиц и около 42 тыс. корпоративных клиентов. Вторым по значимости банком Крыма является «Генбанк», принадлежащий региональным властям Крыма и Севастополя.

### Налоги
Участники свободной экономической зоны на территории Республики Крым и Севастополя платят взнос в размере 6 % в Пенсионный фонд России, 1,5 % в Фонд социального страхования и 0,1 % в Федеральный фонд обязательного медицинского страхования.

### Доходы населения
Средняя заработная плата в Крыму — 30 577 рублей (июнь 2017 года). В течение пяти лет после аннексии Крыма доля предпринимательской деятельности в структуре доходов населения снизилась, а в числе пяти самых высокооплачиваемых видов деятельности поменялись местами финансовые услуги (со 2 по 1) и добывающая промышленность. Кроме того, в этот перечень вошло госуправление (а число чиновников на душу населения выросло) и обеспечение военной безопасности.Наиболее высокую зарплату (по состоянию на ноябрь 2015 года) получают работники финансовой сферы (38 тыс. рублей), госуправления и обеспечения военной безопасности (35 тыс. рублей), добычи полезных ископаемых (32 тыс. рублей), электроэнергетики (28 тыс. рублей), транспорта (27 тыс. рублей), образования (24 тыс. рублей), здравоохранения (23 тыс. рублей). В сфере сельского хозяйства средняя зарплата составляет 15 тыс. рублей, в пищевой промышленности и торговле — 18 тыс. рублей, в химической промышленности и строительстве — 20 тыс. рублей.
Пенсии в Крыму получают свыше 560 тыс. человек. Средняя пенсия по старости в декабре 2015 года равнялась 11,5 тыс. рублей.

## Территориальная структура
| Экономический микрорайон | Состав | Специализация промышленности                                   | Специализация сельского хозяйства                                                                               |
| ------------------------ | --- | -------------------------------------------------------------- | --- |
| Северо-Западный          | Красноперекопский район Раздольненский район Первомайский район Армянский горсовет Красноперекопский горсовет     | химическая пищевая                                             | зерновое хозяйство садоводство виноградарство мясо-молочное животноводство                                      |
| Западный                 | Сакский район Черноморский район Евпаторийский горсовет Сакский горсовет                                          | химическая лёгкая пищевая производство строительных материалов | зерновое хозяйство садоводство виноградарство мясо-молочное животноводство птицеводство рекреационное хозяйство |
| Северный                 | Джанкойский район Кировский район Красногвардейский район Нижнегорский район Советский район Джанкойский горсовет | машиностроение пищевая лёгкая строительная индустрия           | зерновое хозяйство садоводство овощеводство мясо-молочное животноводство                                        |
| Центральный              | Бахчисарайский район Белогорский район Симферопольский район Симферопольский горсовет                             | машиностроение пищевая лёгкая строительная индустрия           | виноградарство садоводство птицеводство животноводство                                                          |
| Юго-Западный             | Севастопольский городской совет                                                                                   | машиностроение пищевая                                         | рекреационное хозяйство виноградарство садоводство                                                              |
| Южнобережный             | Алуштинский горсовет Ялтинский горсовет                                                                           | пищевая лёгкая                                                 | рекреационное хозяйство виноградарство                                                                          |
| Юго-Восточный            | Судакский горсовет Феодосийский горсовет                                                                          | пищевая лёгкая                                                 | виноградарство садоводство рекреационное хозяйство табаководство                                                |
| Восточный                | Ленинский район Керченский горсовет                                                                               | горно-металлургическая машиностроение пищевая                  | зерновое хозяйство мясо-молочное животноводство                                                                 |

## Статистика
|                                                                     | 2011 | 2012 | 2013 | 2014 | 2015  | 2016  | 2017  | 2018  | 2019  |
| Валовой региональный продукт Крыма, млрд грн/руб                    | 38   | 44,5 | 46,4 | 189  | 266   | 328   | 346   | 391   | 469   |
| Валовой региональный продукт Крыма, $млрд                           | 4,8  | 5,6  | 5,8  | 4,9  | 4,4   | 5,0   | 5,9   | 6,2   | 7,2   |
| Рост физического объёма ВРП Крыма, % к предыдущему году             |      |      |      |      | 8,5   | 6,0   | 3,9   | 4,8   | 3,1   |
| Доля Крыма в валовой добавленной стоимости России, %                |      |      |      | 0,32 | 0,40  | 0,49  | 0,48  | 0,48  | 0,49  |
| Инвестиции в основной капитал в Крыму, млрд рублей                  |      |      |      | 26   | 48    | 75    | 196   | 296   |       |
| Инвестиции в основной капитал в Крыму, $млрд                        |      |      |      | 0,7  | 0,8   | 1,1   | 3,4   | 4,7   |       |
| Рост индекса промышленного производства Крыма, % к предыдущему году |      |      |      | -9,9 | 12,4  | 4,6   | 0,1   | 8,2   | 17,4  |
| Объём жилищного строительства в Крыму, тыс. м²                      |      |      |      | 634  | 253   | 285   | 834   | 764   | 782,1 |
| Среднемесячная зарплата в Крыму, рублей                             |      |      |      |      | 22440 | 24140 | 26165 | 29188 |       |
| Среднемесячная зарплата в Крыму, $                                  |      |      |      |      | 367   | 365   | 448   | 466   |       |